# Faroe Airways
Faroe Airways var et dansk luftfartsselskab der opererede i perioden 1964-1967 med flytrafik mellem København og Vágar Lufthavn på Færøerne. Selskabet var stiftet af det danske Scan-Fly og færøske Skipafelagið Føroyar. I begyndelsen blev ruten befløjet med indchartrede (lejede) fly, men fra 1965 med egne Douglas DC-3 fly, der tidligere havde fløjet i det svenske selskab, Linjeflyg. Faroe Airways' sidste driftsår var 1966, hvorefter koncessionen ikke blev fornyet, selskabet trådte i likvidation i 1967. 